# サンマリノ・リラ
サンマリノ・リラ（イタリア語：lira sanmarinese）1860年代からユーロが導入された2002年まで使用されたサンマリノの通貨。複数形はリレ (lire）。1⁄100の補助単位はチェンテジモ（centesimo）で、その複数形はチェンテジミ（centesimi）。イタリア・リラと等価であり、イタリアの硬貨・紙幣とバチカンの硬貨はサンマリノにおいても法的効力を有していた。またサンマリノの硬貨はローマで鋳造されていたが、これらもイタリア国内やバチカンで法的効力を有していた。
ユーロ移行時には１ユーロ=1936.27サンマリノ・リラで交換となった。

## 硬貨
サンマリノの最初の硬貨は1864年に発行された5チェンテジミ銅貨であった。その後1875年に10チェンテジミ銅貨が導入された。これらの銅貨は1894年に発行が停止されるが、1898年には50チェンテジミ、1リラ、2リレ、5リレ銀貨が発行されたのちに、1906年に1リラ、2リレ銅貨が鋳造された。
1931年になるとサンマリノの硬貨の鋳造が再開され、このとき5, 10, 20リレ銀貨が、また1935年には5チェンテジミ、10チェンテジミ青銅貨が製造された。これらの硬貨が発行されたのは1938年までのことであった。
1972年、サンマリノは再び硬貨を発行するようになり、このとき1リラ、2, 5, 10, 20, 50, 100, 500リレ硬貨がそれぞれ当時のイタリアの硬貨と同じように作られた。1978年には200リレ硬貨が導入され、また1982年には500リレ、1997年には1000リレのバイメタル硬貨がそれぞれ発行された。これらの硬貨の意匠は毎年変更されてきた。